# Punto caliente Mc Donald
El monte MacDonald, también conocido como Tamarii, es un volcán submarino de Francia ubicado en Océano Pacífico que forma parte de las islas Australes de Polinesia Francesa.

## Geografía
El Monte MacDonald, bañado por Océano Pacífico, está ubicado en el este de las islas Australes, en Polinesia Francesa.
La cumbre de este monte submarino que se eleva 1 800 metros por encima del fondo oceánico culmina a 27 metros bajo el nivel del mar y forma una meseta de 100 metros de anchura por 150 de largo salpicado de conos y de pináculos.
Las lavas alcalo-basálticas emitidas durante las erupciones submarinas del monte MacDonald provienen del punto caliente que ha dado nacimiento a las otras islas y montes submarinos de las islas Australes y del sur de las islas Cook.

## Historia
El monte MacDonald fue descubierto el 29 de mayo de 1967 durante una de sus erupciones submarinas gracias a hidrófonos que utilizan el canal SOFAR y está bautizado en el honor del vulcanólogo Gordon MacDonald.
Sus erupciones con un índice de explosividad volcánica de 0 son generalmente detectadas con ayuda de hidrófonos pero se han observado emanaciones de piedra pómez en 1987 y 1989. También se detectaron restos flotantes de piedra pómez en el área en 1928 y 1936 y que son imputados al monte MacDonald.